# Diagoras (Schiff)
Die Diagoras ist ein 1990 als New Tosa in Dienst gestelltes Fährschiff der griechischen Reederei Blue Star Ferries. Sie wird seit 2022 auf der Strecke von Piräus nach Leros, Patmos, Agios Kirykos, Fourni, Vathy, Chios, Mytilini, Limnos und Kavala eingesetzt.

## Geschichte
Die New Tosa entstand unter der Baunummer 548 in der Werft von Naikai Zosen in Setoda (Präfektur Hiroshima) und lief am 25. Dezember 1989 vom Stapel. Nach ihrer Ablieferung an Osaka Kochi Tokkyu Ferry mit Sitz in Kōchi am 12. März 1990 nahm sie im selben Monat den Fährdienst von Kōchi nach Osaka auf. Ihr Schwesterschiff war die bereits 1981 in Dienst gestellte und 2014 abgewrackte New Katsura.
Im April 2000 wurde die New Tosa nach zehn Jahren Dienstzeit in Japan nach Griechenland verkauft und in Panagia Skiadeni umbenannt, um im September 2000 von der Dane Sea Line übernommen zu werden. Nach längeren Umbauarbeiten und einer weiteren Umbenennung in Lindos nahm das Schiff schließlich im September 2001 als Diagoras den Dienst zwischen Piräus und Rhodos auf. Nach der Insolvenz der Dane Sea Line lag die Fähre seit Juni 2004 in Piräus auf.
Erst im Juli 2006 fand sich nach zwei Jahren mit der Reederei Blue Star Ferries ein Käufer für die Diagoras, die nach Werftarbeiten im August 2006 den Fährbetrieb zwischen Piräus, Astypalea, Kalymnos, Kos und Rhodos aufnahm. In den folgenden Jahren wechselte das Schiff mehrfach die Route und war von Juli 2016 bis Dezember 2017 zudem an die Reederei Africa Morocco Link verchartert. Danach befand es sich auf der Strecke von Piräus nach Astypalea, Kalymnos, Kos, Nisyros, Tilos und Rhodos im Einsatz. Ab 2018 verband die Diagoras zwischenzeitlich die Inseln Chios und Lesbos. Seit 2022 fährt sie zwischen Piräus, Leros, Patmos, Agios Kirykos, Fourni, Vathy, Chios, Mytilini, Limnos und Kavala.